# Campionato francese di tennis 1922
Il Campionato francese di tennis 1922 (conosciuto oggi come Open di Francia o Roland Garros) è stato la 27ª edizione del Campionato francese di tennis, riservato ai tennisti francesi o residenti in Francia. Si è svolto su campi in terra rossa a Parigi in Francia.
Il singolare maschile è stato vinto da Henri Cochet, che si è imposto su Jean Samazeuilh in tre set col punteggio di 8–6, 6–3, 7–5. Il singolare femminile è stato vinto da Suzanne Lenglen, che ha battuto in due set Germaine Golding. Nel doppio maschile si sono imposti Jacques Brugnon e Marcel Dupont. Nel doppio femminile hanno trionfato Suzanne Lenglen e Geramine Pigueron. Nel doppio misto la vittoria è andata a Suzanne Lenglen in coppia con Jacques Brugnon.

## Seniors

### Singolare maschile
Henri Cochet ha battuto in finale  Jean Samazeuilh con il punteggio di 8–6, 6–3, 7–5.

### Singolare femminile
Suzanne Lenglen ha battuto in finale  Germaine Golding con il punteggio di 6–4, 6–0.

### Doppio maschile
Jacques Brugnon /  Marcel Dupont

### Doppio femminile
Suzanne Lenglen /  Geramine Pigueron hanno battuto in finale  Marie Conquet /  Marie Danet con il punteggio di 6–3, 6–1.

### Doppio misto
Suzanne Lenglen /  Jacques Brugnon hanno battuto in finale  Germaine Golding /  Jean Borotra con il punteggio di 6–0, 6–0.